# Rough and Rowdy Ways
Rough and Rowdy Ways is het 39e studioalbum van Bob Dylan, uitgebracht op Columbia Records  op 19 juni 2020. 
Het album werd uitgebracht op 2 cd's met op cd-2 alleen het bijna 17 minuten durende "Murder Most Fool". 3 nummers waren al eerder bekend, naast "Murder Most Fool" waren dat "I Contain Multitudes" en de blues "False Prophet". Het is na een kerstalbum en drie albums met covers weer een album met eigen composities.
De opnamen vonden plaats in de  Capitol  Studios in Los Angeles. Dylan werd begeleid door zijn tourband onder leiding van Tony Garnier. Op "Murder Most Fool" vroeg Dylan Fiona Apple en Alan Pasqua om de piano-partij te verzorgen.

## Tracklist
| 1.                 | I Contain Multitudes                       | 4:36 |
| 2.                 | False Prophet                              | 6:00 |
| 3.                 | My Own Version of You                      | 6:41 |
| 4.                 | I've Made Up My Mind to Give Myself to You | 6:32 |
| 5.                 | Black Rider                                | 4:12 |
| 6.                 | Goodbye Jimmy Reed                         | 4:13 |
| 7.                 | Mother of Muses                            | 4:29 |
| 8.                 | Crossing the Rubicon                       | 7:22 |
| 9.                 | Key West (Philosopher Pirate)              | 9:34 |
| Totale duur: 53:39 |                                            |      |

| 1.                 | Murder Most Foul | 16:54 |
| Totale duur: 16:54 |                  |       |

## Musici
- Bob Dylan - zang, gitaar, mondharmonica
- Tony Garnier (bassist) – staande bas
- Donnie Herron – pedal-steelgitaar, viool, accordeon
- Matt Chamberlain – drums
- Charlie Sexton – gitaar
- Bob Britt – gitaar

Extra musici
- Benmont Tench - Hammondorgel (op "Key West" en ""Murder Most Full")
- Tommy Rhodes
- Blake Mills - gitaar en harmonium op "Murder Most Full"
- Alan Pasqua - piano op "Murder Most Full"
- Fiona Apple - piano op "Murder Most Full"

## Hitnoteringen
Het album bereikte nummer 2 op de Billboard 200, nummer 1 op de UK Albums Chart, nummer 1 in Nederland en nummer 2 in Vlaanderen.

## Kritiek
Het album werd over het algemeen lovend besproken. De NRC noemt het "een traag, woordrijk en verslavend meesterwerk", de Volkskrant kopt "Velen hadden Bob Dylan afgeschreven, maar Rough and Rowdy Ways is een meesterwerk". Als enige zwakheid wordt vaak de eentonigheid genoemd. Het Parool noemt 'Namedropping' een rode draad in het album, met verwijzingen naar politici, muzikanten, gangsters, componisten, acteurs en schrijvers.
- MusicBrainz release group: 43b12592-d808-44de-a5df-ebd7c6b2b75c